# Roodkeelmees
De roodkeelmees (Melaniparus fringillinus; synoniem: Parus fringillinus) is een zangvogel uit de familie Paridae (mezen).

## Verspreiding en leefgebied
Deze soort komt voor in zuidelijk Kenia en noordelijk Tanzania in droge savannen.

## Status
De grootte van de populatie is niet gekwantificeerd maar de soort wordt omschreven als schaars tot algemeen. Op de Rode lijst van de IUCN heeft deze soort de status niet bedreigd.